# 주말의 명화
《MBC 주말의 명화》는 1969년 8월 9일부터 2010년 10월 29일까지 방송되었던 영화 프로그램이었다.

## 역사

### 황금 시간대
MBC TV 개국 이틀째인 1969년 8월 9일 《MBC 명화극장》이라는 이름으로 첫 방송을 시작하였으며, 같은 해 11월 22일에는 프로그램 제목을 《MBC 주말의 명화》로 변경하고, 외화 작품 《발렌티노》(Valentino)를 첫 편으로 방송하였다.
1980년 가을 개편에 따라 《주말의 명화》는 폐지되고, 해당 시간대에는 TV 과외 프로그램인 《고교교육방송》이 편성되었다. 이에 따라 《주말의 명화》는 잠시 《MBC 일요명화》라는 이름으로 변경되어 방송되었으나, 1981년 과외 방송 채널이 KBS 3TV로 이관됨에 따라 다시 《주말의 명화》라는 이름으로 부활하게 되었다.
1970년대부터 많은 인기를 끌었으나, 토요일 황금 시간대에 방영된 TBC 《주말극장》을 이어받은 KBS 2TV 《토요명화》 등 다른 프로그램들과의 경쟁으로 시청률에 변동이 있었고, 1998년부터 시청률 하락이 시작되었고, 2001년부터 한국 영화가 신설됐지만, 이후에는 방송 환경의 변화에 따라 프로그램의 영향력은 점차 감소하였다.

### 미디어 등장으로 시대
1980년대 후반과 1990년대에는 비디오 대여점의 활성화로 인해 가정에서도 다양한 영화를 접할 수 있게 되었으며, 1995년부터는 케이블TV와 위성방송 채널이 등장하면서 지상파 영화 프로그램의 시청률이 점차 하락하기 시작했다.
2000년대에 들어서는 웹하드와 손수제작물(UGC) 등 새로운 영상 콘텐츠 플랫폼의 등장으로 시청률은 더욱 급락하였고, 이에 따라 《주말의 명화》는 2007년 5월 25일부터 매주 금요일 새벽 1시 10분으로 편성 시간이 변경되었다.
그러나 시청률 저하와 수익성 악화가 지속되면서 결국 2010년 10월 29일 《조폭 마누라 3》를 마지막으로 41년의 방송 역사에 마침표를 찍고 폐지되었다.

## 방송 시작 시간
- 기본 편성표에는 방송 분량을 1시간 40분로 잡았으나, 방송하는 작품에 따라서 방송 종료 시간이 일정하지 않았다.
- 편성 상황에 따라서 유동적으로 바뀌는 경우가 많았다. 그리고 특집 프로그램 때문에 결방하는 경우도 있었다.

- 1969년 8월 9일 ~ 1970년 4월 4일 : 매주 토요일 밤 10시 40분
- 1970년 4월 11일 ~ 1970년 9월 : 매주 토요일 밤 10시 35분
- 1970년 9월 ~ 1970년 10월 : 매주 토요일 밤 9시 50분
- 1970년 11월 ~ 1973년 10월 : 매주 토요일 밤 10시 35분
- 1973년 11월 ~ 1974년 3월 : 매주 토요일 밤 10시
- 1974년 4월 ~ 1980년 9월 : 매주 토요일 밤 10시 30분
- 1981년 3월 ~ 1982년 1월 : 매주 토요일 밤 10시 5분
- 1982년 2월 ~ 1982년 9월 : 매주 토요일 밤 10시 15분
- 1982년 10월 ~ 1983년 3월 26일 : 매주 토요일 밤 9시 40분
- 1983년 4월 2일 ~ 1983년 10월 22일 : 매주 토요일 밤 10시 10분
- 1983년 10월 29일 ~ 1984년 3월 : 매주 토요일 밤 9시 40분
- 1984년 4월 ~ 1987년 5월 16일 : 매주 토요일 밤 9시 30분
- 1987년 5월 23일 ~ 1987년 10월 10일 : 매주 토요일 밤 10시 35분
- 1987년 10월 17일 ~ 1989년 8월 26일 : 매주 토요일 밤 9시 30분
- 1989년 9월 2일 ~ 1990년 4월 27일 : 매주 토요일 밤 10시 10분
- 1990년 5월 4일 ~ 1991년 1월 12일 : 매주 토요일 밤 10시 50분
- 1991년 1월 19일 ~ 1991년 4월 20일 : 매주 토요일 밤 10시 20분
- 1991년 4월 27일 ~ 1991년 10월 5일 : 매주 토요일 밤 9시 35분
- 1991년 10월 12일 ~ 1993년 4월 10일 : 매주 토요일 밤 10시 30분
- 1993년 4월 17일 ~ 1993년 5월 : 매주 토요일 밤 9시 40분
- 1993년 6월 ~ 1993년 10월 : 매주 토요일 밤 9시 30분
- 1993년 10월 ~ 1994년 4월: 매주 토요일 밤 9시 50분
- 1994년 4월 ~ 1994년 11월 5일: 매주 토요일 밤 9시 40분
- 1994년 11월 12일 ~ 1995년 10월: 매주 토요일 밤 10시 30분
- 1995년 10월 ~ 1995년 12월: 매주 토요일 밤 10시 40분
- 1996년 1월 ~ 1996년 2월: 매주 토요일 밤 10시 35분
- 1996년 3월 ~ 1997년 2월: 매주 토요일 밤 10시 30분
- 1997년 3월 ~ 1997년 10월: 매주 토요일 밤 10시 35분
- 1997년 10월 ~ 1998년 4월: 매주 토요일 밤 10시 30분
- 1998년 4월 ~ 1998년 10월 31일: 매주 토요일 밤 10시 35분
- 1998년 11월 7일 ~ 2000년 5월: 매주 토요일 밤 11시
- 2000년 5월 ~ 2004년 5월 1일: 매주 토요일 밤 11시 10분
- 2004년 5월 8일 ~ 2005년 1월 1일: 매주 토요일 밤 11시 30분
- 2005년 1월 8일 ~ 2005년 4월 16일: 매주 토요일 밤 11시 40분
- 2005년 4월 23일 ~ 2005년 10월 22일 : 매주 토요일 밤 12시
- 2005년 10월 29일 ~ 2006년 11월 4일: 매주 토요일 밤 12시 55분
- 2006년 11월 11일 ~ 2007년 3월 10일: 매주 토요일 밤 12시 40분
- 2007년 3월 17일 ~ 2007년 5월 19일: 매주 토요일 밤 12시 30분
- 2007년 5월 25일 ~ 2010년 10월 29일: 매주 금요일 밤 1시

## 시청률
20세기 말까지 높은 시청률과 인기를 누렸으나, 21세기가 시작되면서 케이블TV와 위성방송 채널, 그리고 초고속 인터넷 가입자 수가 증가함에 따라 인기가 점차 하락했다. 특히 2007년 이후 영화 작품들이 낮은 시청률로 고전하면서, 다매체·다채널 시대에 접어들었다. 또한 KT와 SK브로드밴드 등의 선후발 업체들이 IPTV 서비스를 상용화하면서 가입자 수가 포화 상태에 이르렀고, 이에 따라 더 이상 지상파 방송에서 높은 시청률을 기대하기 어렵다는 판단이 나온 것으로 분석된다.

## 같이 보기
현재
- 특선영화 지상파 (KBS 1TV, KBS 2TV 한국방송공사)/(MBC)/(SBS)

과거
- MBC 수요/일요심야극장 (1990년대 중후반, 목요일 오전 12시대 및 월요일 오전 12시대)
- MBC 금요영화천국 (2000년대 중반, 토요일 오전 12시대)
- MBC 일요영화특선 (2000년대 중반, 월요일 오전 12시대)

## 경쟁 영화 프로그램
현재
- OBS 시네마 (OBS 경인TV)
- KTV 시네마 (KTV)
- 한국영화 걸작선 (국회방송)
- NATV 명화극장 (국회방송)
- KFN 명작극장 (국방TV)
- 진중시네마 (국방TV)
- 세계의 명화 (EBS 1TV 첫째주~셋째주)
- 일요시네마 (EBS 1TV)
- 한국영화특선 (EBS 1TV)
- 독립영화관(KBS 1TV, 한국방송공사)
- MBN 스페셜 무비 (MBN)

과거
- 명화극장 (KBS 1TV, 한국방송공사)
- 토요명화 (KBS 2TV, 한국방송공사)
- 위성극장 (KBS 위성1/KBS 위성2, KBS 위성방송)
- 특선영화 종편 (TV 조선/채널A/JTBC/MBN)
- 시네마M (MBN)이전 매일경제TV 이후 MBN 매일방송
- JTBC 시네마 (JTBC)
- 심야극장 (1990년대 중반, 수요일 오후 11시대)
- 영화특급 (SBS)
- 시네클럽 (SBS)
- 월요시네마극장 (SBS)
- 화요시네마극장 (SBS)
- 일요명화 (SBS)
- 시네마2000 (SBS)
- 목요시네마 (iTV 인천방송)
- TBC 일요시네마 극장 (대구방송)
- iTV 시네마 (경인방송)
  - iTV 한국영화특선 (iTV 경인방송)
  - iTV 토요시네마 (iTV 경인방송)
  - iTV 일요시네마 (iTV 경인방송)
- 한국영화걸작선 (EBS TV)
- 수요극장 (EBS TV)
- 고전영화극장 (EBS TV)
- EBS 금요극장 (EBS 1TV)
- KTV 시네마 월드 (KTV 한국정책방송)